# Blapsilon kaszabi
Blapsilon kaszabi är en skalbaggsart som beskrevs av Stefan von Breuning 1978. Blapsilon kaszabi ingår i släktet Blapsilon och familjen långhorningar. Inga underarter finns listade.